# Tour de France 1920
| 14. Tour de France 1920 – Endstand |                     |                           |
| Streckenlänge                      | 15 Etappen, 5503 km | 15 Etappen, 5503 km       |
| Toursieger                         | Philippe Thys       | 228:36:13 h (24,072 km/h) |
| Zweiter                            | Hector Heusghem     | + 57:21 min               |
| Dritter                            | Firmin Lambot       | + 1:39:35 h               |
| Vierter                            | Léon Scieur         | + 1:44:58 h               |
| Fünfter                            | Émile Masson sen.   | + 2:56:52 h               |
| Sechster                           | Louis Heusghem      | + 3:40:47 h               |
| Siebenter                          | Jean Rossius        | + 3:49:55 h               |
| Achter                             | Honoré Barthélémy   | + 5:35:19 h               |
| Neunter                            | Félix Goethals      | + 9:23:07 h               |
| Zehnter                            | Joseph Vandaele     | + 10:45:41 h              |

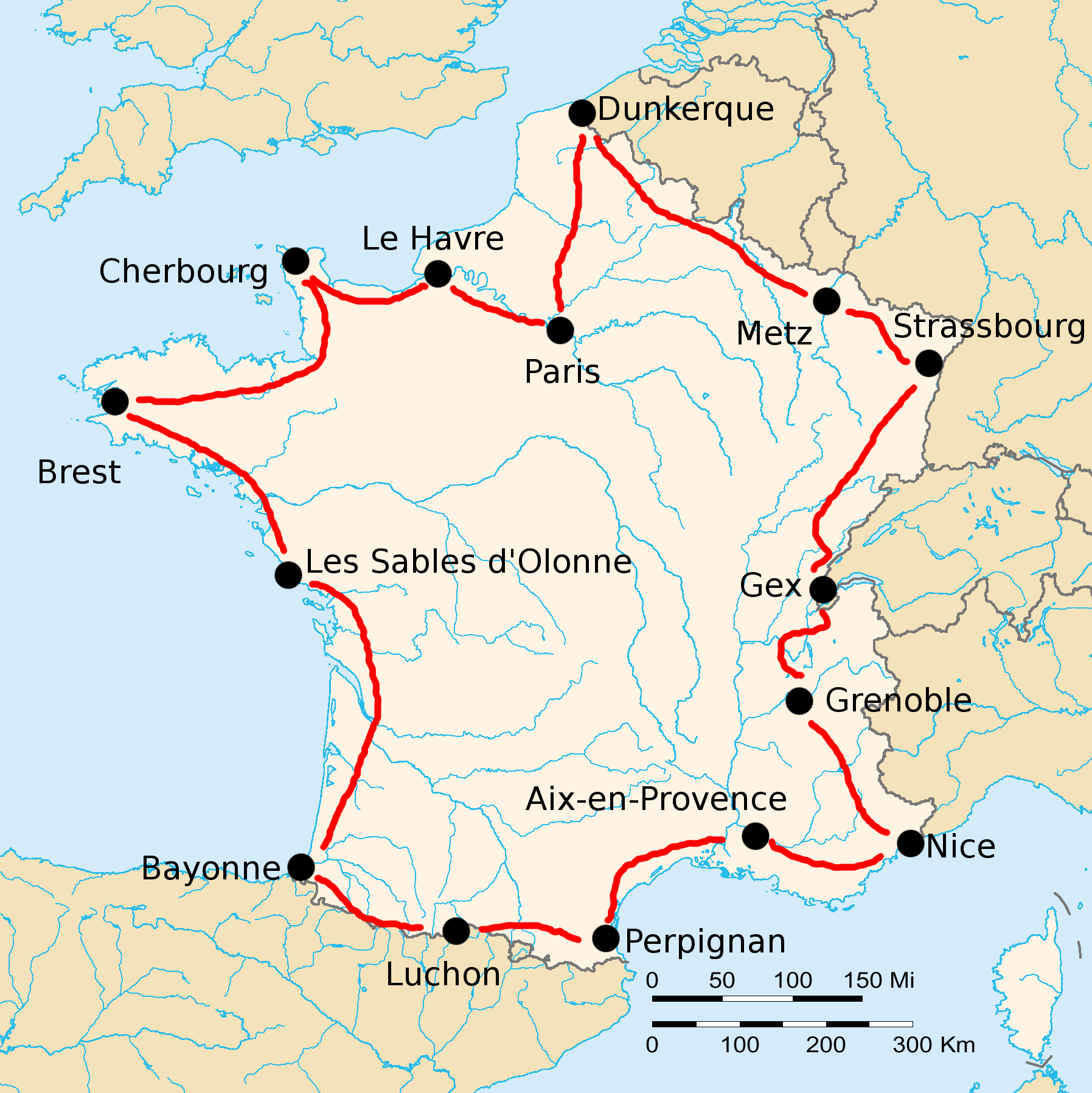
Streckenkarte der Tour de France 1920

Die 14. Tour de France fand mit 15 Etappen vom 27. Juni bis 25. Juli 1920 statt. 113 Fahrer nahmen an der Rundfahrt teil, allerdings erreichten nur 22 das Ziel.

## Rennverlauf
Gestartet wurde die Rundfahrt im Pariser Vorort Argenteuil, Ziel war der Pariser Parc des Princes. Die Strecke führte die Teilnehmer zunächst nach Westen, dann in die Pyrenäen, an die französische Mittelmeerküste und über die Alpen nach Paris.
Der Belgier Philippe Thys konnte sich als Favorit durchsetzen und seine dritte Tour de France gewinnen. Für die 5503 km erreichte Thys dabei einen Schnitt von 24,132 km/h. Dabei konnte er auch davon profitieren, dass zahlreiche Konkurrenten um den Sieg, darunter Eugène Christophe, Jean Alavoine sowie die Brüder Henri und Francis Pélissier, vorzeitig aufgaben.
Tourleiter Henri Desgrange bezichtigte Henri Pélissier, nicht leidensfähig genug zu sein. Der Franzose Honoré Barthélémy erlitt bei einem Sturz einen Schulterbruch, fuhr die Rundfahrt dennoch zu Ende. Er wurde Achter der Gesamtwertung und damit bester Franzose, die Plätze eins bis sieben wurden von Belgiern belegt.
Zum ersten Mal wurden einige Etappen der Tour im Sprint entschieden.

## Die Etappen
| Etappen    | Start – Ziel                  | km  | Etappensieger   | Gelbes Trikot |
| ---------- | ----------------------------- | --- | --------------- | ------------- |
| 1. Etappe  | Argenteuil – Le Havre         | 388 | Louis Mottiat   | Louis Mottiat |
| 2. Etappe  | Le Havre – Cherbourg          | 364 | Philippe Thys   | Philippe Thys |
| 3. Etappe  | Cherbourg – Brest             | 405 | Henri Pélissier | Philippe Thys |
| 4. Etappe  | Brest – Les Sables-d’Olonne   | 412 | Henri Pélissier | Philippe Thys |
| 5. Etappe  | Les Sables-d’Olonne – Bayonne | 482 | Firmin Lambot   | Philippe Thys |
| 6. Etappe  | Bayonne – Luchon              | 326 | Firmin Lambot   | Philippe Thys |
| 7. Etappe  | Luchon – Perpignan            | 323 | Jean Rossius    | Philippe Thys |
| 8. Etappe  | Perpignan – Aix-en-Provence   | 325 | Louis Heusghem  | Philippe Thys |
| 9. Etappe  | Aix-en-Provence – Nizza       | 356 | Philippe Thys   | Philippe Thys |
| 10. Etappe | Nizza – Grenoble              | 333 | Hector Heusghem | Philippe Thys |
| 11. Etappe | Grenoble – Gex                | 362 | Léon Scieur     | Philippe Thys |
| 12. Etappe | Gex – Straßburg               | 354 | Philippe Thys   | Philippe Thys |
| 13. Etappe | Straßburg – Metz              | 300 | Philippe Thys   | Philippe Thys |
| 14. Etappe | Metz – Dunkerque              | 433 | Félix Goethals  | Philippe Thys |
| 15. Etappe | Dunkerque – Paris             | 340 | Jean Rossius    | Philippe Thys |